# 澮州
澮州（かいしゅう）は、中国にかつて存在した州。
南北朝時代、北斉により設置された建州を前身とする。建州は間もなく廃止されたが、北周により澮州として再設置された。582年（開皇2年）、隋代により廃止された。

## 下部行政区画
- 新蔡郡
  - 固始県
- 辺城郡
  - 期思県
- 光化郡
  - 管轄県不詳